# فلوریان ماتکالو
فلوریان ماتکالو (کرواتی: Florijan Matekalo; ۲۵ آوریل ۱۹۲۰ – ۲۰ مهٔ ۱۹۹۵) بازیکن فوتبال اهل یوگسلاوی بود.
از باشگاه‌هایی که در آن بازی کرده‌است می‌توان به باشگاه فوتبال گراجانسکی زاگرب، باشگاه فوتبال اسلاویا سارایوو، و باشگاه فوتبال پارتیزان اشاره کرد.
وی همچنین در تیم‌های ملی فوتبال کرواسی و یوگسلاوی بازی کرده‌است.